# Magnus Lidehäll
Carl Magnus Erik Lidehäll, född 10 juni 1985 i Uppsala, är en svensk musiker, låtskrivare och musikproducent. Han inledde sin karriär som en del av hiphop-duon Afasi & Filthy men verkar idag främst som producent och låtskrivare. Som soloartist kallar han sig MagnusTheMagnus.

## Afasi & Filthy
Magnus Lidehäll inledde sin karriär i hiphop-duon Afasi & Filthy, tillsammans med Herbert Munkhammar. Lidehäll, kallad Filthy, var producenten i gruppen och Munkhammar var textförfattaren. Filthy släppte under hösten 2001 sin första EP, med namnet "Snus, Porr och Brännvin". Den fångade intresset från indie-labeln Streetzone, där Afasi & Filthy senare också släppte EP:n "1990-nånting". Titelspåret från EP:n, som var ett samarbete med Snook, släpptes på radio under våren 2003 och tog sig in på de svenska topplistorna. 
Duon fick kontrakt med BMG och släppte singeln "Bomfalleralla". På grund av meningsskiljaktigheter bröt duon kontraktet med BMG och började istället att arbeta självständigt. Afasi & Filthy fick ta emot pris i kategorin "Bästa Dans/Hip-Hop/Soul" på Grammisgalan 2009 för albumet "Fläcken". Samma album skulle också komma att bli gruppens sista under namnet Afasi & Filthy, då de samma år istället valde att gå med i gruppen Maskinen. 

## Producent och låtskrivare
De senaste åren har Magnus Lidehäll framförallt fokuserat på arbetet som låtskrivare och producent, och har arbetat med både svenska och internationella artister såsom Britney Spears, Sky Ferreira, Kylie Minogue, Veronica Maggio och Seinabo Sey. Han har också samarbetet med producenter som Bloodshy & Avant och Sebastian Ingrosso. Sedan några år tillbaka samarbetar Lidehäll i stor utsträckning med Vincent Pontare och Salem Al Fakir, och trion blev även tilldelade en Grammis i kategorin ”årets kompositör” 2014 för Veronica Maggios Handen i fickan fast jag bryr mig.
Tillsammans med Bloodshy och Henrik Jonback skrev och producerade Lidehäll låtarna "How I Roll" och "Trip To Your Heart" till Britney Spears album Femme Fatale. som släpptes i mars 2011
Tillsammans med Vincent Pontare och Salem Al Fakir låg Lidehäll bakom album till både Veronica Maggio och Petter under 2013. Samma år var han också med och skrev och producerade låten "Love Me" från Katy Perrys skiva "Prism" tillsammans med Bloodshy, Vincent Pontare och Camela Leierth. Utöver detta har han även skrivit och producerat singeln "Don't Wait" till Mapei.
Tillsammans med Vincent Pontare, Salem Al Fakir och Oskar Linnros var Lidehäll också med och både skrev och producerade låtar till Seinabo Seys debut-EP ”For Madeleine”.
Under 2014 arbetade Magnus Lidehäll tillsammans med Avicii och Madonna på elva demos till hennes kommande album. När Avicii blev sjuk och upptagen färdigställde Lidehäll låtarna tillsammans med Madonna, bland annat "Rebel Heart, "Inside Out", "Messiah", "Addicted", "Devil Prays", "Borrowed Time", "Wash All Over Me", "Heartbreak City" och "Two Steps Behind".
Samma år lanserade också Coca-Cola sin kampanj "Share the sound of an AIDS free generation" för att sprida medvetenhet om AIDS genom bland annat tidigare osläppt musik. Några av de artister som deltog var Bono, Deadmau5, Avicii, Wyclef Jean och Onerepublic. Trion bestående av Lidehäll, Vincent Pontare och Salem Al Fakir var med och skrev Wyclef Jeans och Aviciis bidrag "Divine Sorrow", vilket också blev ledspåret för Wyclefs album "Clefication".
2014 blev Lidehäll tilldelad pris i kategorin "Årets Kompositör" på Grammisgalan.
Sedan 2016 har Magnus Lidehäll släpp musik under namnet MagnusTheMagnus. Musiken visade sig passa perfekt till video och har medverkat i reklamfilmer för bland andra Apple , Nike och Cartier.  2017 släpptes låten "Keep on Lovin'" med sång av Seinabo Sey.

## Studio Gottefar
Studio Gottefar, belägen i Traxton studions gamla lokaler i området kring Slussen i Stockholm, drivs av Magnus Lidehäll, Vincent Pontare och Salem Al Fakir. Jonas Wikström, Head of A&R på Universal Music Publishing som är en god vän till trion har beskrivit Gottefar som "en kreativ hub för arbete med diverse artister och projekt".